# Multisystemisk terapi
Multisystemisk terapi (MST) är ett familje- och samhällsbaserat behandlingsprogram riktat mot ungdomar med social beteendeproblematik som exempelvis kriminalitet, aggressionsproblem, skolk eller missbruk. Därtill riktar sig terapin till ungdomar som riktar att via socialtjänsten bli placerade utanför hemmet. Metoden utarbetades i USA under 1970-talet och har använts i Sverige sedan 2000-talet. Behandlingen arbetar med hela den unges miljö och hjälper till exempel föräldrar att återta kontrollen, hjälpa den unge att fokusera på skolan samt att få den unge att undvika platser med negativ social inverkan. Terapin äger därtill rum på de platser den unge befinner sig. Studier som gjorts på metoden har visat att placeringar har minskat med 50 procent samt återfall till kriminalitet med 70 procent.